# Ново-Брдо
Ново-Брдо (алб. Novobërdë, Artana, Artanë, серб. Ново Брдо, Novo Brdo, тур. Nobırda) — місто і муніципалітет в Приштинському окрузі східного Косова. Населення муніципалітету оцінюється у 6720 чоловік (2011).

## Історія
У Середньовіччі Ново-Брдо (досл. Нова гора — Novus Mons, Novamonte, Nyeuberghe) було великим містом і стратегічної військової фортецею, важливим центром гірничої справи — в навколишніх шахтах добували залізну руду, золото і срібло. Тут народився знаменитий книжник Владислав Граматик. Після падіння Смедереве у 1439 році місто до 1441 було столицею Сербського царства. Остаточно Ново-Брдо попало під османську владу 1 червня 1455, капітулювавши після сорокаденної облоги.